# Spanyol nyelv
A spanyol vagy kasztíliai nyelv (spanyolul  lengua española vagy castellana, illetve  idioma español vagy castellano) a nyugati újlatin nyelvek egyike, közelebbről az indoeurópai nyelvcsalád itáliai ágán az újlatin nyelvek iberoromán csoportjába tartozik. A legtöbb anyanyelvi beszélővel rendelkező újlatin nyelv, az összes nyelv közül pedig – különböző becslések alapján – az első öt között szerepel a világon. Jelenleg 21 ország államnyelve, valamint az ENSZ és az Európai Unió egyik hivatalos nyelve. A spanyol nyelvű irodalom szintén része a nyugati műveltségnek, s ezért, továbbá az amerikai földrész gazdasági jelentősége miatt sokan tanulják ezt a nyelvet.
Történetileg a spanyol nyelv a Római Birodalom Hispania tartományának északi középső területén beszélt latin nyelvjárások folytatása. A gyarmatosítások korában Amerikában is elterjedt, sőt Afrikában és Ázsiában is fellelhetőek anyanyelvi beszélők. A nyelv és a nép neve (español, spanyol) – a provanszálon keresztül – a középkori latin Hispaniolus (’hispániai’) szóból származik. A spanyol kevésbé távolodott el a latintól, mint a francia, a különbség inkább az olaszéhoz hasonló; ugyanakkor mássalhangzórendszerében az ismertebb újlatin nyelvekhez képest kialakított néhány újító vonást.
A spanyol – a nyelvterület óriási kiterjedése és a nagy távolságok ellenére – a szakemberek véleménye szerint egységes és viszonylag homogén nyelv. A sztenderd nyelvváltozat Spanyolországban az ó-kasztíliai, Latin-Amerikában a közép-mexikói nyelvjárásra épül.

## Elnevezése

### „Spanyol” vs. „kasztíliai”
A nyelv korrekt elnevezésének kérdése régóta foglalkoztat mindenkit beszélői körében, és örökös vita tárgyát képezi. Eredetileg csak a „kasztíliai” (castellano) elnevezést használták, mivel a történelmi Ó-Kasztília tartomány latin nyelvjárásából alakult ki, és e területen találták a nyelvjárás első írásos nyomait is. Ezzel szemben a középkori spanyol királyságoknak önálló nyelvjárásaik voltak, legjelentősebbek közülük az aragóniai és az asztúriai–leóni. Mára e nyelvjárások a kasztíliaival szemben visszaszorultak, csupán néhány ezer beszélőjük van, akik valamennyien „kétnyelvűek”, hiszen mind beszélik a hivatalos kasztíliait. A középkori Spanyolország visszahódítása (Reconquista) idejétől a kasztíliai nyelv egyre nagyobb területet nyert, míg végül a 16. században, I. Károly uralkodásának ideje, azaz a spanyol királyságok egyesítése óta egyre gyakrabban használják a nyelvre az español (azaz ’hispániai’) jelzőt mint általánosítást.
A nyelv elnevezése beszélőinek körében máig érzékeny társadalmi és politikai kérdés. A nyelvi kisebbségek (katalánok, galiciaiak, baszkok, asztúriaiak, aragóniaiak) ugyanis a megkülönböztető jellegű castellano elnevezést részesítik előnyben, mondván, hogy nemcsak a kasztíliai, hanem az ő nyelvük is spanyolországi nyelvnek minősül, hiszen Spanyolországban beszélik őket is. Éppen ezért az 1978-ban kiadott spanyol alkotmány (Constitución Española) 3. cikkelyének 1. pontjában a castellano megjelölést alkalmazzák:
| (spanyolul) «El castellano es la lengua española oficial del Estado. Todos los españoles tienen el deber de conocerla y el derecho a usarla» | (magyarul)„A kasztíliai az állam hivatalos spanyolországi nyelve. Minden spanyolnak kötelessége ismerni, és joga használni.” |
| | |

A spanyol alkotmány – eleget téve mindkét nézetnek – a „kasztíliai spanyol” elnevezést használja, ezzel szemben külföldön mindenütt általános az español megnevezés. A helyzetet bonyolítja még az is, hogy a modern terminológiában a castellano szót a spanyol nyelv mai, Kasztília és León, illetve Kasztília-La Mancha (együttesen a történelmi Kasztília) tartományokban beszélt északi nyelvjárásaira is használják, megkülönböztetésül a déli (andalúz, extremadurai, murciai stb.), szintén kasztíliai nyelvjárásoktól.
Egy másféle értelmezés szerint azok a nyelvészek, akik az asztúriait és az aragóniait nem tekintik különálló nyelveknek, csak spanyol nyelvjárásoknak, a „spanyol nyelv” fogalma alatt az aragóniai, asztúriai–leóni és a kasztíliai dialektusok együttesét értik.

### Az akadémiai álláspont

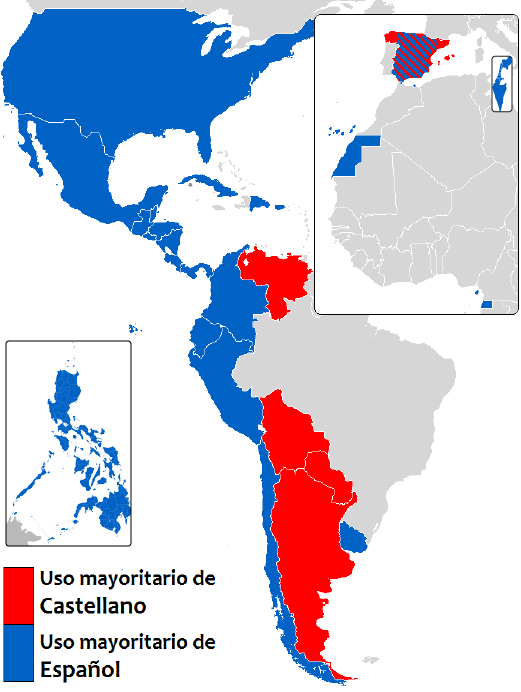
A két elnevezés megoszlása

A Spanyol Királyi Akadémia és a Spanyol Nyelvi Akadémiák Egyesületének álláspontja, ahogy az a 2005-ben kiadott Összspanyol nyelvhelyességi szótárban megjelenik, a következő:
Spanyolország és még sok amerikai nemzet közös nyelvének megjelölésére, amely a világ más részein is saját nyelvként használatos, a „kasztíliai” és a „spanyol” szavak egyaránt élnek. Az arról szóló vita, hogy e megnevezések közül melyik a megfelelőbb, ma már eldőlt. A „spanyol” szó előnyben részesítendő azáltal, hogy nem ambivalens, mivel egyértelműen arra a nyelvre utal, amelyet ma közel négyszázmillió ember beszél. Hasonlóképpen, ezen elnevezés az, amelyet nemzetközileg is használnak (Spanish, espagnol, Spanisch, spagnolo stb.). Bár szintén a „spanyol” szinonimája, előnyösebbnek bizonyul a „kasztíliai” szó megtartása a középkori Kasztíliai Királyságban született újlatin nyelvjárásra, vagy arra a spanyol nyelvjárásra, amelyet jelenleg beszélnek e régióban. Spanyolországban ugyanígy használatos a „kasztíliai” név, amikor az Állam közös nyelvére utalnak az autonóm területükön beszélt egyéb, másodlagos hivatalos nyelvek vonatkozásában, mint a katalán, a galiciai vagy a baszk.

## Földrajzi elterjedtsége

### Beszélők száma és nyelvi státusz
Spanyolországon túl a spanyol gyakorlatilag az amerikai kontinens legtöbb országának hivatalos nyelve – kivétel Kanada (angol és francia), USA (de facto angol, illetve regionálisan spanyol), Brazília (portugál), Suriname (holland) valamint Francia Guyana és Haiti (francia). Az Egyesült Államokban az angol mellett a spanyol a legelterjedtebb nyelv, kivált a déli államokban. Afrikában Egyenlítői-Guinea államnyelve, s egészen az 1970-es évekig a Fülöp-szigeteknek is hivatalos nyelve volt a filippínó (tagalog) és az angol mellett, ahol kreol változata is kialakult (→chabacano nyelv). Összes (anyanyelvi és második nyelvi) beszélőinek száma jelenleg 400 millió körülire becsülhető (az anyanyelvi beszélők száma egy 1986. évi felmérés szerint 322 299 171, második nyelvként használók száma 60 000 000). Ezzel a spanyol a beszélők számát tekintve (a kínai és az angol után) egyes források szerint a harmadik, más források szerint a második helyen szerepel a világ nyelveinek rangsorában. Az alábbi ábrán a spanyol nyelv földrajzi elterjedése és státusza látható.
A legnépesebb spanyol nyelvű ország Mexikó, amely közel 100 millió anyanyelvi beszélővel a spanyol ajkúak mintegy negyedét teszi ki; egyúttal fővárosa, a csaknem 20 milliós Mexikóváros a világ legnépesebb spanyol nyelvű városa. Érdekességként megemlítendő még, hogy a nyelvet használóknak mindössze ~10%-a él az anyaországban.

### Spanyol nyelvjárások

A Spanyol Nyelvközösség (Hispanidad) zászlaja

Mindenekelőtt érdemes tisztázni, hogy a hagyományos dialektológia a spanyol nyelv fogalmába beleérti a történelmi aragóniai–navarrai és asztúriai–leóni nyelvjárásokat is a – művelt irodalmi és köznyelv alapjául szolgáló – kasztíliaival együtt. Szűkebb és modern értelmeben azonban a spanyol nyelv csak a Kasztíliában kialakult nyelvváltozatot jelenti, s ennek nyelvjárásait beszélik Spanyolország legnagyobb részén, valamint a Kanári-szigeteken és Latin-Amerika országaiban is. A szakemberek többsége egyetért abban, hogy a kasztíliai spanyol egységes nyelv, ahogy az elismert spanyol dialektológus és akadémikus, Manuel Alvar is említette a Manual de dialectología hispánica című művében:
| (spanyolul) «No hay lingüsta con un mínimo de solvencia que no lo repita hasta el agotamiento: no hay más que un español» | (magyarul)„Nincs olyan valamirevaló nyelvész, aki ne ismételné a kimerülésig: spanyol nyelv csak egy van, nem több.” |
| – Manuel Alvar | |

A spanyol nyelvjárások (dialectos) között – a legszélsőségesebb esetektől eltekintve – a nagy távolságok ellenére sem nagyobbak a különbségek, mint a magyar nyelvjárások között, ami lehetővé teszi, hogy mind a közel 400 millió anyanyelvi beszélő megértse egymást. Spanyolországban az elfogadott felosztás szerint északi (septentrionales), valamint déli nyelvjáráscsoportot (meridionales) különböztetnek meg, míg az Amerikába vitt spanyol nyelv területi változatai nagy mértékben függtek az egykori spanyol hódítók (Spanyolországon belüli) földrajzi származásától. Mivel az első hódítók, akik a Kanári-szigetekre, majd az Antillákhoz érkeztek, Andalúziából származtak, ez a spanyolországi nyelvjárás gyakorolta a legjelentősebb hatást, s adta az amerikai spanyol nyelvhasználat alapját. A hódítók ez után több hullámban is érkeztek az Újvilágba az ország különböző területeiről (északról is), ami az ottani nyelvjárások kialakulását az évszázadok során szintén jelentősen befolyásolta. Így ma, többszöri „nyelvjárási kiegyenlítődést” követően inkább az északi nyelvváltozatokhoz állnak közel Mexikó, Peru, Ecuador, Bolívia és belső Kolumbia nyelvjárásai, míg a déliekhez a Kanári-szigetek, Közép-Amerika és az Antillák, valamint – az előbb felsorolt területeken kívül – Dél-Amerika nyelvhasználata. A spanyolországi sztenderd nyelvhasználat az északi nyelvváltozatokon alapszik.
A nyelvjárások főleg kiejtésben és szókincsben (szinte minden országnak megvan a saját szlengje, amelyet spanyolul a jerga ’zsargon’ vagy a modismo szóval illetnek) különböznek egymástól, az alaktani és mondattani eltérések nem jelentősek. A legfontosabb különbségek a két nyelvjáráscsoport között a sziszegő hangok és bizonyos szóközi mássalhangzók (főleg a magánhangzók közötti -d-) ejtésében mutatkoznak. Míg az északi nyelvjárásokban ezeket minden helyzetben „tisztán” kiejtik, addig a déliekben szótag és szó végén sokszor elgyengülnek (azaz alig hallható közelítőhanggá alakulnak) vagy kiesnek. Az egyik legszembetűnőbb sajátossága a déli nyelvjárásoknak a szó- és szótagvégi /s/ gyenge hehezetté alakulása, amely a legnépiesebb területeken teljesen elnémulhat, azonban a művelt köznyelvben és a médiában törekednek az [s] teljes értékű kiejtésére.
Fontos különbség továbbá, hogy Spanyolország legnagyobb részén az e vagy i előtt a c-vel, illetve a z-vel jelölt hangot az s-től megkülönböztetik: az előbbi zöngétlen interdentális réshangként [θ] realizálódik (mint az angol think szó th-ja), míg a másik a magyar sz-hez áll közelebb (északon erősen palatalizált ejtéssel), míg délen a nyugat-andalúziai nagyvárosokban, a Kanári-szigeteken, valamint egész Spanyol-Amerikában mindkettőt egyformán ejtik a magyar sz-hez hasonló hangértékkel; ezt a fajta nem megkülönböztető kiejtést a spanyol szakirodalom seseo-nak nevezi. Mindkét ejtésmód – a megkülönböztető és a nem megkülönböztető – egyaránt helyes és elfogadott. Spanyolország legdélibb területein, a népi nyelvhasználatban él még az ún. ceceo-ejtés is, amely szintén nem megkülönböztető, csak itt az s is [θ]-ként realizálódik. Ez utóbbi kiejtés tájnyelvi jellegű és beszélőit sokáig hátrányos megkülönböztetés érte; csak napjainkban kezdik elfogadni és a többi nyelvjárással egyenrangúan kezelni.
A déli nyelvjárások között az andalúziai (el andaluz, l’andalú) külön említést érdemel Andalúzia kulturális jelentősége és zenei hagyományai miatt; e nyelvjárásnak nagyobb szerepe volt Latin-Amerika nyelvváltozatainak kialakulásában (bővebben lásd: A spanyol nyelv története). A népies andalúz nyelvhasználatban a legtöbb szó végi mássalhangzót nem ejtik, helyette az előtte lévő magánhangzó változik meg minőségileg vagy mennyiségileg (például cantar [kanˈtaː], cantas/canta [ˈkanta], cantan [ˈkantã], español [eʰpaˈɲoː] stb.), a mássalhangzó előtti l hangot r-nek ejtik (el mundo [erˈmundo], alto [ˈarto] stb.), az s hangot csak szó(tag) elején ejtik ki, máskor gyenge hehezetté alakul, vagy egyáltalán nem hangzik; szintén nem ejtik ki sok esetben a szóközi d hangot. Erre a nyelvjárásra épül sok közép- és dél-amerikai spanyol nyelvváltozat is.
A dél-amerikai nyelvváltozatok közül figyelmet érdemel az Argentínában és Uruguayban beszélt rioplatense nyelvjárás, amelynek jellegzetessége, hogy az y (magánhangzó előtt) és az ll a sztenderd spanyol [ʝ], illetve [ʎ] helyett magyar ’zs’-nek [ʒ] vagy ’s’-nek [ʃ] hangzik.
A spanyol nyelvjárások között a nyelvtani eltérések szintén nem jelentősek. Az egyik legfontosabb különbség, hogy Spanyol-Amerikában a többes szám második személyű vosotros névmás és az ennek megfelelő igealakok helyett a harmadik személyű ustedes (’önök, maguk’) használatos a ’ti’ jelentésében is (például Spanyolországban vosotros cantáis, szemben a latin-amerikai ustedes cantan alakkal). Ezen kívül Közép- és Dél-Amerika néhány országában elterjedt egyes szám második személyben tú helyett a régies vos névmás használata (a latin vos, ’ti’ alakból), amelyhez (a kijelentő mód jelen idejében, valamint a felszólító mód állító alakjában) külön igealak tartozik (részletes leírás a voseo szócikkben).

## Szabályozása

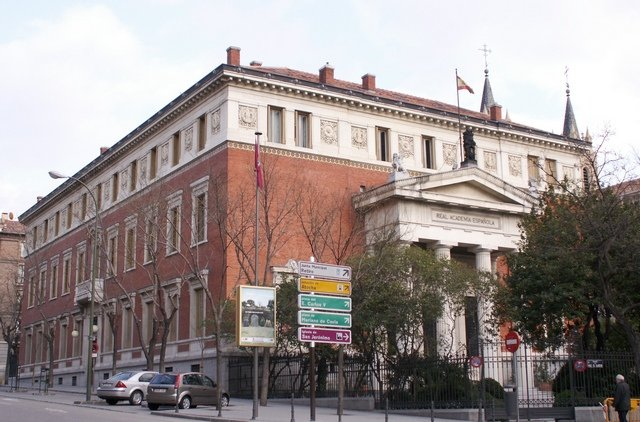
A RAE madridi székhelye

A nyelv szabályozására 1713-ban megalakult a Spanyol Királyi Akadémia (Real Academia Española, RAE), amely az 1951-ben létrejött Spanyol Nyelvi Akadémiák Egyesületének (Asociación de Academias de la Lengua Española, ASALE) keretein belül – az egyes spanyol ajkú országokban később megalakult társakadémiákkal együttműködésben – mint a „változások őre”, munkájával folyamatosan küzd a nyelvi egység fenntartásáért. Az intézmény azzal az eredeti célkitűzéssel jött létre, hogy elkészítse a spanyol nyelv legteljesebb értelmező szótárát – „a legsajátosabb formájában, eleganciájában és tisztaságában rögzítse a kasztíliai nyelv szavait és kifejezéseit” – s legfőbb feladát ma is ez képezi. E célt egy tűzben lévő tégelyt ábrázoló embléma szemléltette a Limpia, fija, y da esplendor („Ápol, rögzít s fényesít”) felirattal, engedve annak az eltökélt szándéknak, hogy megküzdjön a nyelv „eleganciájának és tisztaságának” esetleges változásaival, és rögzítse azt a 16. században elért teljességében. E szabályozás révén a spanyol nyelv világszerte egységes helyesírással rendelkezik, s az írott nyelv befolyásának köszönhetően a nyelvjárási különbségek sem jelentenek nagyobb nehézségeket abban, hogy mind a közel 400 millió spanyol anyanyelvű megértse egymást.

## Történeti áttekintés
A mai spanyol nyelv történetileg olyan latin nyelvjárások folytatása, amelyeket az Ibériai-félsziget északi középső területén – a történelmi Kasztília (Castilla) vidékén – beszéltek. A középkori Hispániában még számos beszélője volt egyéb latin (vagy inkább már újlatin) nyelvjárásoknak is, például a leóninak, amelynek változatai az asztúriai vagy bable nyelvként élnek tovább, illetve az aragóniainak, amely mintegy átmenetet képez a spanyol és katalán nyelv között, még néhány ezer (legalább kétnyelvű) beszélővel.
A ránk maradt dokumentumok alapján feltehető, hogy Hispániában egészen a 6. századig egységes latin köznyelvet beszéltek; a nyelvjárásokra bomlás az arabok hodítása idején gyorsult fel igazán. Az írott nyelv azonban sokkal konzervatívabb volt, az oktatás is igyekezett a „tiszta”, azaz az aranykori Róma nyelvét megőrizni. Így vált el egyre jobban írott és beszélt nyelv egymástól, míg az előbbit már külön meg kellett tanítani, le kellett fordítani a beszélőknek (az elkülönülés folyamata természetesen több száz évig tartott). A Hispániában beszélt latin tehát alakult a maga útján, míg egyszer csak a Kasztíliában kialakult változatát spanyolnak nevezzük, mégpedig az első nyelvemléktől számítva, tehát akkortól, amikor a beszélt nyelvet bizonyíthatóan elkezdték írásban is használni, s a kettő tudatosan is szétvált (hiszen a korai középkorban még nem tudatosult az emberekben, hogy már más, a latintól eltérő nyelvet használnak, csupán az „írott latin” és a „beszélt latin” létezett). A kasztíliai nyelvjárás vagy óspanyol első írásos nyomai elvétve a 9. század elejéről származó valpuestai okiratokban találhatóak, az irodalomban azonban csak a 12. század végén bukkant fel először, az anonim szerzőtől származó, Cantar de Mio Çid néven ismert eposzban, amely egyúttal az első jelentősebb terjedelmű újlatin nyelvemlék. A latinra természetesen, már kezdettől fogva, az őslakosság (baszkok, ibérek, keltibérek és egyéb kelta törzsek) nyelvei is hatottak, utóbb a vizigótok, arabok nyelve is befolyással volt rá, legfőképpen a szókincsére, majd az amerikai gyarmatosítások során sok indián szó is gazdagította. Az első spanyol nyelvtant 1492-ben írták (Antonio de Nebrija: Grammatica), így a spanyol az első modern európai nyelv, amely írott nyelvtannal rendelkezett, megelőzve ezzel olyan történelmi múltú nyelveket, mint az angol, a francia vagy a német.
A kasztíliai nyelvjárás kialakulásának területén a romanizáció előtt feltételezhetően ókelta dialektusokat beszéltek. A középkori muzulmán megszállás során a terület védelme érdekében északról baszkokat telepítettek be, akik – valószínűleg hosszú ideig tartó kétnyelvűségen át – részben feladták saját ősi nyelvüket, beilleszkedve a már romanizált lakosságba. Fejlődéstörténeti szempontból így a spanyol nyelv három fő korszakra osztható: óspanyol vagy középkori spanyol: az első írásos emlékek megjelenésétől, vagyis a 10. század környékétől 1492-ig, az első írott nyelvtan elkészítéséig, Amerika felfedezéséig; középspanyol vagy klasszikus spanyol: a nyelvi változások időszaka és az irodalom virágkora, 1492-től 1726-ig, a Spanyol Királyi Akadémia megalakulásáig, illetve az első akadémiai értelmező szótár megjelenéséig; valamint modern spanyol: 1726-tól napjainkig.

## Hangtan

### Főbb jellemzők
A spanyol nyelv néhány fonetikai–fonológiai sajátossága:
- A latin hangsúlyos rövid (nyílt) Ĕ-ből ie, Ŏ-ból pedig ue kettőshangzó lett (TENET > tiene, POPULU > pueblo). Ez nem kizárólagosan a spanyolra jellemző, hiszen megfigyelhető például az olaszban (pl. VENIT > viene, NOVU > nuovo), a franciában (pl. BENE > bien, FOCU > feu) és a románban (pl. FERRU > fier, PORTA > poarta) is.
- A magánhangzó előtti F- az örökölt szavak jelentős részében – ma már nem ejtett – h-vá alakult (FACERE > hacer, FILIA > hija), kivétel kettőshangzó előtt (pl. FORTE > fuerte, FUI > fui, FESTA > fiesta) és még néhány szóban (pl. FIDE > fe).
- A CL-, FL- és PL- csoportokból a szavak egy részében jésített l lett (CLAMARE > llamar, FLAMMA > llama, PLUVIA > lluvia; kivételek pl. CLARU > claro, FLORE > flor, PLAGIA > playa).
- A latin hosszú -LL- és -NN- palatalizálódott (ILLA > ella, ANNU > año).
- Egy 16–17. században végbement hangváltozás eredményeként a j és e, i előtt a g a mai spanyolban nem zs-nek vagy dzs-nek, hanem ch-nak hangzik, mint a technika szóban (így például a gente ’emberek’ szónak míg az olaszban „dzsente” [ˈd͡ʒente], a spanyolban a „chente” [ˈxente] kiejtés felel meg).

A nyugati újlatin nyelvekkel közös általános jellemzők:
- A magánhangzók (illetve a magánhangzó és R) közötti zöngétlen zárhangok zöngésülése (hasonulása) és lazulása (APOTHECA > bodega, VITA > vida, PATRE > padre).
- Az előzővel áll összefüggésben a hosszú zárhangok (gemináták) egyszerűsödése (CAPPA > capa, GUTTA > gota, VACCA > vaca).
- A szó végi -E lekopása a „nélküle is kiejthető” végződésekben (PACE > paz, NORMALE > normal, CANTIONE > canción, CANTARE > cantar, MENSE > mes, CIVITATE > ciudad).
- A szó végi -S megtartása (DEUS > Dios, MAGIS > más, SEX > seis, TRES > tres, VIVIMUS > vivimos; vö. olasz Dio, ma, sei, tre, viviamo).[19]

### Magánhangzók
A magánhangzók rendszerében a sztenderd nyelvváltozatban öt – minden helyzetben tisztán ejtett – fonéma /a, e, i, o, u/ ismert, amelyeket írásban hat betű: a, e, i, y, o, u jelöl; vagyis tulajdonképpen megegyezik a latin magánhangzókkal. A leggyakrabban előforduló magánhangzók az e és az a. A nyílt [ɛ] és [ɔ] hangoknak a sztenderd nyelvváltozatban nincs jelentésmegkülönböztető szerepe (ellentétben az olasszal vagy például a portugállal), csupán az /e/ és /o/ allofónjaiként fordulnak elő bizonyos hangkörnyezetekben. Léteznek ezenkívül kettőshangzók (diptongos), illetve – ritkábban – hármashangzók (triptongos) is, amelyek mindig egy hangsúlytalan (rövid) i vagy u és egy másik magánhangzó szétválaszthatatlan kapcsolatai; ezekben az esetekben az i és az u félhangzóként – [j], [w] – valósulnak meg. A magánhangzók hosszúságának a latinnal ellentétben – akárcsak a legtöbb újlatin nyelvben – nincs fonológiai szerepe, de a hangsúly valamennyire megnyújthatja őket, főként nyílt szótagban és a szó végén.

### Mássalhangzók
A mássalhangzó-fonémák száma – területtől függően – 17~19, amelyek között találhatóak:
- Zöngétlen és zöngés zárhangok: /p, t, k/ és /b, d, g/. Az utóbbiak – az abszolút szókezdő helyzetet, valamint az [mb], [ld], [nd], [ng] csoportokat kivéve – „zöngésebbek” magyar párjaiknál, azaz [β, ð, ɣ] réshangokként valósulnak meg, főként magánhangzók között.
- Folyékony hangok (likvidák): /l/, /ʎ/ (jésített l, a nyelvterület legnagyobb részén egybeolvadt a /ʝ/-vel), valamint /ɾ, r/.
- Nazális hangok: /m/, /n/ és palatális /ɲ/.
- Zöngétlen réshangok: /f, s, x/, valamint a csak Spanyolországban használatos /θ/.
- Zöngés palatális réshang vagy zár-rés hang: /ʝ/.
- Zöngétlen posztalveoláris zár-rés hang (affrikáta): /t͡ʃ/.

Az /ɾ, r/ hangokat külön fonémaként tartják számon, lévén az egyetlen olyan mássalhangzó, amelynél a hosszúság magánhangzók között jelentésmegkülönböztető szereppel bír: például caro ’drága’ / carro ’autó’ (az egyértelműség érdekében az /r/ hang a továbbiakban /rr/-ként, míg az /ɾ/ hang /r/-ként szerepel az átírásban).

### Szótagszerkezet
A megengedett legbonyolultabb szótagstruktúra CCVCC vagy CCDC, ahol a C mássalhangzót, a V magánhangzót, a D pedig kettőshangzót jelöl (részleteiben lásd a spanyol hangtan szócikkben).
A spanyol nem szereti a mássalhangzó-torlódásokat, szó elején legfeljebb két mássalhangzót tűr meg, és az is csak zárhang vagy f-, és likvida kapcsolata lehet (bl-, cr- stb., a tudományos szavakban szereplő gn-, ps-, x- első tagja nem hangzik); szó végén is csak réshang (-s, -z, néhány szóban -j is), likvida (-l, -r), valamint -n és -d jelenhet meg (az utóbbi valójában alig hallatszik). A hanyag kiejtésben – főként Spanyolországban – még bizonyos szóközi mássalhangzócsoportok is leegyszerűsödnek (például az éxito gyakran csak [ˈesito]-nak hangzik).

### Hangsúly
A szóhangsúly helye változó, de legtöbbször az utolsó előtti szótagra esik; ezenkívül jelentésmegkülönböztető szerepe is lehet. A hangsúlyos magánhangzót ékezettel jelölik, kivéve az alábbi (leggyakoribb) esetekben:
- az utolsó előtti szótagon hangsúlyos (másodéles) szavakban, ha azok magánhangzóra, magánhangzó+s-re vagy magánhangzó+n-re végződnek, illetve
- az egyéb mássalhangzó végződésű, véghangsúlyos szavakban.

Az ékezet ezenkívül jelentésmegkülönböztetésre is használatos, általában olyan azonos alakú szópárok esetében, amelyek közül az egyik hangsúlytalanul mást jelent: például tú – ’te’ és tu – ’a te…-d’ (birtokos melléknév).

## Helyesírás
A többi újlatin nyelvhez hasonlóan a spanyol a latin ábécét használja. A latinban meg nem lévő (vagy írásban nem jelölt) hangok jegyzésére két digráfot (CH és LL), valamint egy mellékjeles betűt (Ñ) alkalmaznak (ez utóbbi lényegében a latin NN-ből alakult ki: a középkori szövegmásolók egyszerűsítési szándékkal a hosszú n-t egy fölé helyezett vízszintes vonallal jelölték, amelyet később hullámvonal váltott fel). A helyesírás nagyjából fonetikusnak (kiejtés szerintinek) tekinthető, bár történetileg őriz olyan betűket (például H, LL, V), amelyek a nyelvterület legnagyobb részén ma már nem jelölnek külön hangokat. Ezek közül az LL eredeti ejtését – [ʎ] – még őrzik néhol Spanyolországban, valamint Latin-Amerikában (Bolíviában, Közép-Kolumbiában stb.).
A spanyol helyesírás (Ortografía) különlegessége az újlatin nyelvek – és általában a latin betűs nyelvek – írása között, hogy a felkiáltó- és a kérdőjelet a vonatkozó mondatrész elé is kiteszik, mégpedig 180 fokban megfordítva: ¿Qué hora es?, preguntó. ’Hány óra van? – kérdezte.’ ¡¡¡Cuánta gente!!! ’Mennyi ember!!!’

### Az ábécé
A hivatalos spanyol ábécé (abecedario vagy alfabeto) 27 betűből áll.
A K és W betűket a latinhoz és a többi újlatin nyelvhez hasonlóan csak idegen szavakban használják. Ñ betűvel – néhány indián vagy idegen eredetű, illetve hangutánzó vagy hangfestő szótól eltekintve – nem kezdődik szó. A Q csak az u-val együtt állhat és csak a que, qui csoportokban, melyek hangértéke [ke], [ki] – nem pedig *[kve], *[kvi]. A betűk neve nőnemű: la a, la be, la ce, la equis, la zeta stb.

A betűk előfordulási gyakoriságát illetően a legtöbbször használt magánhangzók az E és az A, a mássalhangzók közül pedig az S, az R és az N. A legritkábban előforduló mássalhangzók (a K és W betűket nem számítva) a Z, az Ñ és az X. 
| A spanyol ábécé | A spanyol ábécé                   | A spanyol ábécé            |
| betű            | neve, közelítő kiejtése           | közelítő magyar hangérték  |
| --------------- | --------------------------------- | -------------------------- |
| a               | a [á]                             | á                          |
| b               | be [bé]                           | b~v                        |
| c               | ce [szé]                          | sz, k, (h előtt) cs        |
| d               | de [dé]                           | d                          |
| e               | e [é]                             | é~e                        |
| f               | efe [efe]                         | f                          |
| g               | ge [ché]                          | ch, g                      |
| h               | hache [ácse]                      | — (néma)                   |
| i               | i [í]                             | i, j                       |
| j               | jota [chòtá]                      | ch                         |
| k               | ka [ká]                           | k (idegen szavakban)       |
| l               | ele [ele]                         | l, (kettőzve) lj, gy~j     |
| m               | eme [eme]                         | m                          |
| n               | ene [ene]                         | n                          |
| ñ               | eñe [enye]                        | ny~nj                      |
| o               | o [ò]                             | o (nyílt)                  |
| p               | pe [pé]                           | p                          |
| q               | cu [kú]                           | k                          |
| r               | erre [erre]                       | r                          |
| s               | ese [esze]                        | sz                         |
| t               | te [té]                           | t                          |
| u               | u [ú]                             | u~v                        |
| v               | uve [úve]                         | b~v                        |
| w               | uve doble                         | b~v, gu (idegen szavakban) |
| x               | equis [ekisz]                     | ksz~sz, néhány névben: ch  |
| y               | ye [gyé] vagy i griega [i griéga] | i, gy~j                    |
| z               | zeta [szétá]                      | sz                         |

## Nyelvtan

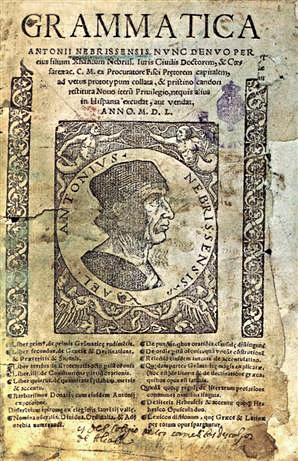
Az első spanyol nyelvtankönyv (Antonio de Nebrija, 1492)

### Nyelvtipológiai leírás
Morfológiai típusára nézve a spanyol – sok indoeurópai nyelvhez hasonlóan – flektáló nyelv (lengua flexiva), ami röviden azt jelenti, hogy a ragozás, szóképzés (flexió) során egyetlen morféma több jellemzőt is hordozhat, s nemegyszer a szótő is megváltozik: például sabemos (’tudunk’) és supimos (’tudtunk’). Ennek megfelelően szintetikus nyelv, bár – a többi újlatin nyelvhez hasonlóan – sokkal több analitikus megoldást használ, mint őse, a latin, amely fejlett névszóragozással rendelkezett. Mint az indoeurópai nyelvek többségében, a spanyolban is megvan a nyelvtani nem (hím-, nő- és bizonyos esetekben semlegesnem) és az elöljárószók használata. Általánosságban véve nyelvtanilag nem tér el a többi újlatin nyelvtől.

### Alaktan
A spanyol alaktan (Morfología) általánosságban nem tér el a többi újlatin nyelv alaktanától. A névszóragozás (a spanyol személyes névmás kivételével) csaknem teljesen leépült, így helyette az esetek kifejezésére elöljárószók használatosak (ahogy az a legtöbb indoeurópai nyelvben mára bekövetkezett).
A főnevek hím- és nőneműek lehetnek, jellemző sajátosság viszont, hogy a névelők és bizonyos névmások megtartották a semlegesnemű alakot is (el, la, lo; él, ella, ello; este, esta, esto; stb.). A latinban határozott névelő nem létezett, a harmadik személyű személyes névmásoknak pedig szintén nem voltak önálló alakjaik: a mutató névmások közül kölcsönözték őket. A spanyol határozott névelők, valamint a személyes névmások harmadik személyű alakjai a latin ILLE, ILLA, ILLUD mutató névmások folytatásai.
A főnevek neme legtöbbször a végződésből megállapítható. Így általában hímneműek az -o-ra vagy a mássalhangzóra, míg általában nőneműek az -a-ra végződő – viszont mindig nőneműek a -ción, -sión, -xión, -dad, -tad, -tud végződésű – szavak, vannak azonban kivételek (pl. la mano, la labor, illetve el día, el planeta stb.). A melléknév nemben és számban egyezik a jelzett főnévvel. A főnevek és melléknevek többes számának képzése – a nyugati újlatin nyelvekhez hasonlóan – általában -s vagy -es hozzáadásával történik, bizonyos esetekben azonban a többes számú alak megegyezik az egyes számúval.
A személyes névmás kitétele a mondatban mindig opcionális (ahogyan a magyarban is), csak hangsúlyos esetben használatos, mivel az ige ragjából pontosan kiderül a szám és a személy.
Az igék egyik legjellemzőbb sajátossága a többféle létige használata. A tulajdonképpeni ser létige (a latin ESSE – vulgáris latin *ESSERE – ’lenni’, valamint az eredetileg ’ülni, tartózkodni’ jelentésű SEDERE igék összeolvadásából) eleve meglévő vagy annak vélt – inherens, állandó, maradandó – tulajdonságot (így például származást, mesterséget, anyagjellemzőt, időpontot stb.) fejez ki; az estar (a latin STARE ’állni, fennállni’ igéből) pedig valamilyen cselekvés, folyamat, változás eredményeképpen szerzett jellemzőt, átmeneti állapotot, helyzetet jelöl; ebből is következik, hogy bizonyos melléknevekkel – jelentésükből adódóan – csak a ser, vagy csak az estar használható, egyéb esetben – ugyanazon melléknévvel – állandóság–időlegesség (pillanatnyi állapot) jellegű ellentét áll fenn. Továbbá annak kifejezésére, hogy valami valahol ’létezik, van’ (vagyis a létezés puszta tényének rögzítésére) egy harmadik igét használnak: az haber (a latin HABERE, eredetileg ’birtokolni’ jelentésű) ige személytelen alakját, az hayt, amely csak harmadik személyekben fordulhat elő (például Hay dos alumnos en el aula. ’Két tanuló van a teremben.’). A birtoklás kifejezésére szintén külön ige használatos, mégpedig a tener (a latin TENERE ’tartani’ igéből): Tengo una casa. ’Van egy házam.’ (Több újlatin nyelv ezzel szemben csak egy létigét, és egy birtoklást kifejező igét használ, amelyek általában a latin ESSE, illetve HABERE folytatásai.)
Az igeragozás rendszere a spanyol alaktan legösszetetteb és talán legbonyolultabb területe. Az ige szótári alakja a főnévi igenév, amely alapján három ragozási csoport létezik. Három igemódot (modos): kijelentő mód, kötőmód, felszólító mód, három igenevet (formas no personales): főnévi igenév, melléknévi igenév, határozói igenév, valamint egyszerű, illetve összetett igeidőket különböztetnek meg. A szabályos igeragozások végződései az alábbi táblázatban láthatóak összefoglalva.
| MODO INDICATIVO      | MODO INDICATIVO      | MODO INDICATIVO      | MODO INDICATIVO      | MODO INDICATIVO      | MODO INDICATIVO      | MODO INDICATIVO           | MODO INDICATIVO           | MODO INDICATIVO           | MODO INDICATIVO         | MODO INDICATIVO         | MODO INDICATIVO         | MODO INDICATIVO | MODO INDICATIVO | MODO INDICATIVO | MODO INDICATIVO | MODO INDICATIVO | MODO INDICATIVO | MODO INDICATIVO | MODO INDICATIVO | MODO INDICATIVO |
| Presente             | Presente             | Presente             | Presente             | Presente             | Presente             | Pretérito perfecto simple | Pretérito perfecto simple | Pretérito perfecto simple | Pretérito imperfecto    | Pretérito imperfecto    | Pretérito imperfecto    | Futuro simple | Futuro simple | Futuro simple | Condicional simple | Condicional simple | Condicional simple | Condicional simple | Condicional simple | Condicional simple |
| -------------------- | -------------------- | -------------------- | -------------------- | -------------------- | -------------------- | ------------------------- | ------------------------- | ------------------------- | ----------------------- | ----------------------- | ----------------------- | --- | --- | --- | --- | --- | --- | --- | --- | --- |
| I.                   | I.                   | II.                  | II.                  | III.                 | III.                 | I.                        | II.                       | III.                      | I.                      | II.                     | III.                    | I. | II. | III. | I. | I. | II. | II. | III. | III. |
| ‑o                   | ‑o                   | ‑o                   | ‑o                   | ‑o                   | ‑o                   | ‑é                        | ‑í                        | ‑í                        | ‑aba                    | ‑ía                     | ‑ía                     | ‑aré | ‑eré | ‑iré | ‑aría | ‑aría | ‑ería | ‑ería | ‑iría | ‑iría |
| ‑as                  | ‑ás                  | ‑es                  | ‑és                  | ‑es                  | ‑ís                  | ‑aste                     | ‑iste                     | ‑iste                     | ‑abas                   | ‑ías                    | ‑ías                    | ‑arás | ‑erás | ‑irás | ‑arías | ‑arías | ‑erías | ‑erías | ‑irías | ‑irías |
| ‑a                   | ‑a                   | ‑e                   | ‑e                   | ‑e                   | ‑e                   | ‑ó                        | ‑ió                       | ‑ió                       | ‑aba                    | ‑ía                     | ‑ía                     | ‑ará | ‑erá | ‑irá | ‑aría | ‑aría | ‑ería | ‑ería | ‑iría | ‑iría |
| ‑amos                | ‑amos                | ‑emos                | ‑emos                | ‑imos                | ‑imos                | ‑amos                     | ‑imos                     | ‑imos                     | ‑ábamos                 | ‑íamos                  | ‑íamos                  | ‑aremos | ‑eremos | ‑iremos | ‑aríamos | ‑aríamos | ‑eríamos | ‑eríamos | ‑iríamos | ‑iríamos |
| ‑áis                 | ‑áis                 | ‑éis                 | ‑éis                 | ‑ís                  | ‑ís                  | ‑asteis                   | ‑isteis                   | ‑isteis                   | ‑abais                  | ‑íais                   | ‑íais                   | ‑aréis | ‑eréis | ‑iréis | ‑aríais | ‑aríais | ‑eríais | ‑eríais | ‑iríais | ‑iríais |
| ‑an                  | ‑an                  | ‑en                  | ‑en                  | ‑en                  | ‑en                  | ‑aron                     | ‑ieron                    | ‑ieron                    | ‑aban                   | ‑ían                    | ‑ían                    | ‑arán | ‑erán | ‑irán | ‑arían | ‑arían | ‑erían | ‑erían | ‑irían | ‑irían |
| MODO SUBJUNTIVO      | MODO SUBJUNTIVO      | MODO SUBJUNTIVO      | MODO SUBJUNTIVO      | MODO SUBJUNTIVO      | MODO SUBJUNTIVO      | MODO SUBJUNTIVO           | MODO SUBJUNTIVO           | MODO SUBJUNTIVO           | MODO SUBJUNTIVO         | MODO SUBJUNTIVO         | MODO SUBJUNTIVO         | MODO SUBJUNTIVO | MODO SUBJUNTIVO | MODO SUBJUNTIVO | MODO IMPERATIVO | MODO IMPERATIVO | MODO IMPERATIVO | MODO IMPERATIVO | MODO IMPERATIVO | MODO IMPERATIVO |
| Presente             | Presente             | Presente             | Presente             | Presente             | Presente             | Pretérito imperfecto I    | Pretérito imperfecto I    | Pretérito imperfecto I    | Pretérito imperfecto II | Pretérito imperfecto II | Pretérito imperfecto II | Futuro simple | Futuro simple | Futuro simple | Imperativo positivo | Imperativo positivo | Imperativo positivo | Imperativo positivo | Imperativo positivo | Imperativo positivo |
| I.                   | I.                   | II.                  | II.                  | III.                 | III.                 | I.                        | II.                       | III.                      | I.                      | II.                     | III.                    | I. | II. | III. | I. | I. | II. | II. | III. | III. |
| ‑e                   | ‑e                   | ‑a                   | ‑a                   | ‑a                   | ‑a                   | ‑ara                      | ‑iera                     | ‑iera                     | ‑ase                    | ‑iese                   | ‑iese                   | ‑are | ‑iere | ‑iere | — | — | — | — | — | — |
| ‑es                  | ‑es                  | ‑as                  | ‑as                  | ‑as                  | ‑as                  | ‑aras                     | ‑ieras                    | ‑ieras                    | ‑ases                   | ‑ieses                  | ‑ieses                  | ‑ares | ‑ieres | ‑ieres | ‑a | ‑á | ‑e | ‑é | ‑e | ‑í |
| ‑e                   | ‑e                   | ‑a                   | ‑a                   | ‑a                   | ‑a                   | ‑ara                      | ‑iera                     | ‑iera                     | ‑ase                    | ‑iese                   | ‑iese                   | ‑are | ‑iere | ‑iere | ‑e | ‑e | ‑a | ‑a | ‑a | ‑a |
| ‑emos                | ‑emos                | ‑amos                | ‑amos                | ‑amos                | ‑amos                | ‑áramos                   | ‑iéramos                  | ‑iéramos                  | ‑ásemos                 | ‑iésemos                | ‑iésemos                | ‑áremos | ‑iéremos | ‑iéremos | ‑emos | ‑emos | ‑amos | ‑amos | ‑amos | ‑amos |
| ‑éis                 | ‑éis                 | ‑áis                 | ‑áis                 | ‑áis                 | ‑áis                 | ‑arais                    | ‑ierais                   | ‑ierais                   | ‑aseis                  | ‑ieseis                 | ‑ieseis                 | ‑areis | ‑iereis | ‑iereis | ‑ad | ‑ad | ‑ed | ‑ed | ‑id | ‑id |
| ‑en                  | ‑en                  | ‑an                  | ‑an                  | ‑an                  | ‑an                  | ‑aran                     | ‑ieran                    | ‑ieran                    | ‑asen                   | ‑iesen                  | ‑iesen                  | ‑aren | ‑ieren | ‑ieren | ‑en | ‑en | ‑an | ‑an | ‑an | ‑an |
| FORMAS NO PERSONALES | FORMAS NO PERSONALES | FORMAS NO PERSONALES | FORMAS NO PERSONALES | FORMAS NO PERSONALES | FORMAS NO PERSONALES | FORMAS NO PERSONALES      | FORMAS NO PERSONALES      | FORMAS NO PERSONALES      | FORMAS NO PERSONALES    | FORMAS NO PERSONALES    | FORMAS NO PERSONALES    | • Az összetett igeidők az haber megfelelő egyszerű alakjaival és a participio hímnemű egyes számú alakjával képződnek. • Az imperativo negativo (tiltó felszólító mód) alakjai végig megegyeznek a subjuntivo presente alakjaival. • A többes szám 2. személyű alakokat csak Spanyolországban használják, másutt helyettük a tb. 3. személy használatos. | • Az összetett igeidők az haber megfelelő egyszerű alakjaival és a participio hímnemű egyes számú alakjával képződnek. • Az imperativo negativo (tiltó felszólító mód) alakjai végig megegyeznek a subjuntivo presente alakjaival. • A többes szám 2. személyű alakokat csak Spanyolországban használják, másutt helyettük a tb. 3. személy használatos. | • Az összetett igeidők az haber megfelelő egyszerű alakjaival és a participio hímnemű egyes számú alakjával képződnek. • Az imperativo negativo (tiltó felszólító mód) alakjai végig megegyeznek a subjuntivo presente alakjaival. • A többes szám 2. személyű alakokat csak Spanyolországban használják, másutt helyettük a tb. 3. személy használatos. | • Az összetett igeidők az haber megfelelő egyszerű alakjaival és a participio hímnemű egyes számú alakjával képződnek. • Az imperativo negativo (tiltó felszólító mód) alakjai végig megegyeznek a subjuntivo presente alakjaival. • A többes szám 2. személyű alakokat csak Spanyolországban használják, másutt helyettük a tb. 3. személy használatos. | • Az összetett igeidők az haber megfelelő egyszerű alakjaival és a participio hímnemű egyes számú alakjával képződnek. • Az imperativo negativo (tiltó felszólító mód) alakjai végig megegyeznek a subjuntivo presente alakjaival. • A többes szám 2. személyű alakokat csak Spanyolországban használják, másutt helyettük a tb. 3. személy használatos. | • Az összetett igeidők az haber megfelelő egyszerű alakjaival és a participio hímnemű egyes számú alakjával képződnek. • Az imperativo negativo (tiltó felszólító mód) alakjai végig megegyeznek a subjuntivo presente alakjaival. • A többes szám 2. személyű alakokat csak Spanyolországban használják, másutt helyettük a tb. 3. személy használatos. | • Az összetett igeidők az haber megfelelő egyszerű alakjaival és a participio hímnemű egyes számú alakjával képződnek. • Az imperativo negativo (tiltó felszólító mód) alakjai végig megegyeznek a subjuntivo presente alakjaival. • A többes szám 2. személyű alakokat csak Spanyolországban használják, másutt helyettük a tb. 3. személy használatos. | • Az összetett igeidők az haber megfelelő egyszerű alakjaival és a participio hímnemű egyes számú alakjával képződnek. • Az imperativo negativo (tiltó felszólító mód) alakjai végig megegyeznek a subjuntivo presente alakjaival. • A többes szám 2. személyű alakokat csak Spanyolországban használják, másutt helyettük a tb. 3. személy használatos. | • Az összetett igeidők az haber megfelelő egyszerű alakjaival és a participio hímnemű egyes számú alakjával képződnek. • Az imperativo negativo (tiltó felszólító mód) alakjai végig megegyeznek a subjuntivo presente alakjaival. • A többes szám 2. személyű alakokat csak Spanyolországban használják, másutt helyettük a tb. 3. személy használatos. |
| Infinitivo           | Infinitivo           | Infinitivo           | Infinitivo           | Infinitivo           | Infinitivo           | Participio                | Participio                | Participio                | Gerundio                | Gerundio                | Gerundio                | • Az összetett igeidők az haber megfelelő egyszerű alakjaival és a participio hímnemű egyes számú alakjával képződnek. • Az imperativo negativo (tiltó felszólító mód) alakjai végig megegyeznek a subjuntivo presente alakjaival. • A többes szám 2. személyű alakokat csak Spanyolországban használják, másutt helyettük a tb. 3. személy használatos. | • Az összetett igeidők az haber megfelelő egyszerű alakjaival és a participio hímnemű egyes számú alakjával képződnek. • Az imperativo negativo (tiltó felszólító mód) alakjai végig megegyeznek a subjuntivo presente alakjaival. • A többes szám 2. személyű alakokat csak Spanyolországban használják, másutt helyettük a tb. 3. személy használatos. | • Az összetett igeidők az haber megfelelő egyszerű alakjaival és a participio hímnemű egyes számú alakjával képződnek. • Az imperativo negativo (tiltó felszólító mód) alakjai végig megegyeznek a subjuntivo presente alakjaival. • A többes szám 2. személyű alakokat csak Spanyolországban használják, másutt helyettük a tb. 3. személy használatos. | • Az összetett igeidők az haber megfelelő egyszerű alakjaival és a participio hímnemű egyes számú alakjával képződnek. • Az imperativo negativo (tiltó felszólító mód) alakjai végig megegyeznek a subjuntivo presente alakjaival. • A többes szám 2. személyű alakokat csak Spanyolországban használják, másutt helyettük a tb. 3. személy használatos. | • Az összetett igeidők az haber megfelelő egyszerű alakjaival és a participio hímnemű egyes számú alakjával képződnek. • Az imperativo negativo (tiltó felszólító mód) alakjai végig megegyeznek a subjuntivo presente alakjaival. • A többes szám 2. személyű alakokat csak Spanyolországban használják, másutt helyettük a tb. 3. személy használatos. | • Az összetett igeidők az haber megfelelő egyszerű alakjaival és a participio hímnemű egyes számú alakjával képződnek. • Az imperativo negativo (tiltó felszólító mód) alakjai végig megegyeznek a subjuntivo presente alakjaival. • A többes szám 2. személyű alakokat csak Spanyolországban használják, másutt helyettük a tb. 3. személy használatos. | • Az összetett igeidők az haber megfelelő egyszerű alakjaival és a participio hímnemű egyes számú alakjával képződnek. • Az imperativo negativo (tiltó felszólító mód) alakjai végig megegyeznek a subjuntivo presente alakjaival. • A többes szám 2. személyű alakokat csak Spanyolországban használják, másutt helyettük a tb. 3. személy használatos. | • Az összetett igeidők az haber megfelelő egyszerű alakjaival és a participio hímnemű egyes számú alakjával képződnek. • Az imperativo negativo (tiltó felszólító mód) alakjai végig megegyeznek a subjuntivo presente alakjaival. • A többes szám 2. személyű alakokat csak Spanyolországban használják, másutt helyettük a tb. 3. személy használatos. | • Az összetett igeidők az haber megfelelő egyszerű alakjaival és a participio hímnemű egyes számú alakjával képződnek. • Az imperativo negativo (tiltó felszólító mód) alakjai végig megegyeznek a subjuntivo presente alakjaival. • A többes szám 2. személyű alakokat csak Spanyolországban használják, másutt helyettük a tb. 3. személy használatos. |
| I.                   | I.                   | II.                  | II.                  | III.                 | III.                 | I.                        | II.                       | III.                      | I.                      | II.                     | III.                    | • Az összetett igeidők az haber megfelelő egyszerű alakjaival és a participio hímnemű egyes számú alakjával képződnek. • Az imperativo negativo (tiltó felszólító mód) alakjai végig megegyeznek a subjuntivo presente alakjaival. • A többes szám 2. személyű alakokat csak Spanyolországban használják, másutt helyettük a tb. 3. személy használatos. | • Az összetett igeidők az haber megfelelő egyszerű alakjaival és a participio hímnemű egyes számú alakjával képződnek. • Az imperativo negativo (tiltó felszólító mód) alakjai végig megegyeznek a subjuntivo presente alakjaival. • A többes szám 2. személyű alakokat csak Spanyolországban használják, másutt helyettük a tb. 3. személy használatos. | • Az összetett igeidők az haber megfelelő egyszerű alakjaival és a participio hímnemű egyes számú alakjával képződnek. • Az imperativo negativo (tiltó felszólító mód) alakjai végig megegyeznek a subjuntivo presente alakjaival. • A többes szám 2. személyű alakokat csak Spanyolországban használják, másutt helyettük a tb. 3. személy használatos. | • Az összetett igeidők az haber megfelelő egyszerű alakjaival és a participio hímnemű egyes számú alakjával képződnek. • Az imperativo negativo (tiltó felszólító mód) alakjai végig megegyeznek a subjuntivo presente alakjaival. • A többes szám 2. személyű alakokat csak Spanyolországban használják, másutt helyettük a tb. 3. személy használatos. | • Az összetett igeidők az haber megfelelő egyszerű alakjaival és a participio hímnemű egyes számú alakjával képződnek. • Az imperativo negativo (tiltó felszólító mód) alakjai végig megegyeznek a subjuntivo presente alakjaival. • A többes szám 2. személyű alakokat csak Spanyolországban használják, másutt helyettük a tb. 3. személy használatos. | • Az összetett igeidők az haber megfelelő egyszerű alakjaival és a participio hímnemű egyes számú alakjával képződnek. • Az imperativo negativo (tiltó felszólító mód) alakjai végig megegyeznek a subjuntivo presente alakjaival. • A többes szám 2. személyű alakokat csak Spanyolországban használják, másutt helyettük a tb. 3. személy használatos. | • Az összetett igeidők az haber megfelelő egyszerű alakjaival és a participio hímnemű egyes számú alakjával képződnek. • Az imperativo negativo (tiltó felszólító mód) alakjai végig megegyeznek a subjuntivo presente alakjaival. • A többes szám 2. személyű alakokat csak Spanyolországban használják, másutt helyettük a tb. 3. személy használatos. | • Az összetett igeidők az haber megfelelő egyszerű alakjaival és a participio hímnemű egyes számú alakjával képződnek. • Az imperativo negativo (tiltó felszólító mód) alakjai végig megegyeznek a subjuntivo presente alakjaival. • A többes szám 2. személyű alakokat csak Spanyolországban használják, másutt helyettük a tb. 3. személy használatos. | • Az összetett igeidők az haber megfelelő egyszerű alakjaival és a participio hímnemű egyes számú alakjával képződnek. • Az imperativo negativo (tiltó felszólító mód) alakjai végig megegyeznek a subjuntivo presente alakjaival. • A többes szám 2. személyű alakokat csak Spanyolországban használják, másutt helyettük a tb. 3. személy használatos. |
| ‑ar                  | ‑ar                  | ‑er                  | ‑er                  | ‑ir                  | ‑ir                  | ‑ado/a (-ante)            | ‑ido/a (-iente)           | ‑ido/a (-iente)           | ‑ando                   | ‑iendo                  | ‑iendo                  | • Az összetett igeidők az haber megfelelő egyszerű alakjaival és a participio hímnemű egyes számú alakjával képződnek. • Az imperativo negativo (tiltó felszólító mód) alakjai végig megegyeznek a subjuntivo presente alakjaival. • A többes szám 2. személyű alakokat csak Spanyolországban használják, másutt helyettük a tb. 3. személy használatos. | • Az összetett igeidők az haber megfelelő egyszerű alakjaival és a participio hímnemű egyes számú alakjával képződnek. • Az imperativo negativo (tiltó felszólító mód) alakjai végig megegyeznek a subjuntivo presente alakjaival. • A többes szám 2. személyű alakokat csak Spanyolországban használják, másutt helyettük a tb. 3. személy használatos. | • Az összetett igeidők az haber megfelelő egyszerű alakjaival és a participio hímnemű egyes számú alakjával képződnek. • Az imperativo negativo (tiltó felszólító mód) alakjai végig megegyeznek a subjuntivo presente alakjaival. • A többes szám 2. személyű alakokat csak Spanyolországban használják, másutt helyettük a tb. 3. személy használatos. | • Az összetett igeidők az haber megfelelő egyszerű alakjaival és a participio hímnemű egyes számú alakjával képződnek. • Az imperativo negativo (tiltó felszólító mód) alakjai végig megegyeznek a subjuntivo presente alakjaival. • A többes szám 2. személyű alakokat csak Spanyolországban használják, másutt helyettük a tb. 3. személy használatos. | • Az összetett igeidők az haber megfelelő egyszerű alakjaival és a participio hímnemű egyes számú alakjával képződnek. • Az imperativo negativo (tiltó felszólító mód) alakjai végig megegyeznek a subjuntivo presente alakjaival. • A többes szám 2. személyű alakokat csak Spanyolországban használják, másutt helyettük a tb. 3. személy használatos. | • Az összetett igeidők az haber megfelelő egyszerű alakjaival és a participio hímnemű egyes számú alakjával képződnek. • Az imperativo negativo (tiltó felszólító mód) alakjai végig megegyeznek a subjuntivo presente alakjaival. • A többes szám 2. személyű alakokat csak Spanyolországban használják, másutt helyettük a tb. 3. személy használatos. | • Az összetett igeidők az haber megfelelő egyszerű alakjaival és a participio hímnemű egyes számú alakjával képződnek. • Az imperativo negativo (tiltó felszólító mód) alakjai végig megegyeznek a subjuntivo presente alakjaival. • A többes szám 2. személyű alakokat csak Spanyolországban használják, másutt helyettük a tb. 3. személy használatos. | • Az összetett igeidők az haber megfelelő egyszerű alakjaival és a participio hímnemű egyes számú alakjával képződnek. • Az imperativo negativo (tiltó felszólító mód) alakjai végig megegyeznek a subjuntivo presente alakjaival. • A többes szám 2. személyű alakokat csak Spanyolországban használják, másutt helyettük a tb. 3. személy használatos. | • Az összetett igeidők az haber megfelelő egyszerű alakjaival és a participio hímnemű egyes számú alakjával képződnek. • Az imperativo negativo (tiltó felszólító mód) alakjai végig megegyeznek a subjuntivo presente alakjaival. • A többes szám 2. személyű alakokat csak Spanyolországban használják, másutt helyettük a tb. 3. személy használatos. |

### Mondattan
A mondattan (Sintaxis) a mondatot alkotó szófajok kapcsolatának szabályszerűségeit írja le. E fejezet keretein belül a spanyol szórend sajátosságairól, az egyszerű és összetett mondatok legfőbb jellemzőiről szólunk tömören.

#### Egyszerű mondatok és a szórend
A spanyol szórend (orden de las palabras) viszonylag szabad, azonban – a hiányos névszóragozás miatt – a latinénál kötöttebb. Bizonyos esetekben, akárcsak a magyarban, az egyes mondatrészek helye az értelmi hangsúly szerint változhat. Az egyenes szórend általában alany (sujeto) – ige (verbo) – tárgy (objeto directo), majd a többi mondatrész.
Az alábbi példamondat (’Három szép tanulólány kijött a teremből’) hat egyformán lehetséges változata jól szemlélteti a spanyol szórend változatosságát:
1. Tres bellas alumnas salieron del aula. (alany–ige–határozó)
2. Del aula salieron tres alumnas bellas. (határozó–ige–alany)
3. Salieron del aula tres bellas alumnas. (ige–határozó–alany)
4. Salieron tres alumnas bellas del aula. (ige–alany–határozó)
5. Del aula tres bellas alumnas salieron. (határozó–alany–ige)
6. Tres alumnas bellas del aula salieron. (alany–határozó–ige)

Tárgy nélküli mondatokban az „állítmány – alany – többi mondatrész” szórend a gyakoribb (lásd a 4. változatot).
A jelző állhat a jelzett szó előtt és mögött is. Bizonyos esetekben a sorrend jelentésmegkülönböztető szerepet tölt be; a főnév előtt álló jelzőnek általában nincs új információtartalma, szemben a mögötte állóval. Vannak azonban olyan melléknevek (például a népnevek), amelyek csak a jelzett főnév után állhatnak.
A névelők, és általában a melléknévként használt mutató névmások a főnév előtt állnak; a főnév mögött álló mutató névmás sokszor rosszalló értelmű kiemelést jelöl: este hombre ’ez az ember’, szemben az el hombre este ’az ilyen ember’ alakkal. A főnevek a deiktikus (rámutató, kijelölő, magyarázó) szerkezeteknél a névelővel helyettesíthetők: el libro que está a la derecha (’a könyv, amely a jobb oldalon van’) → el de la derecha ’az ott, jobb felől’, María la del barrio ’María, az [a lány] a külvárosból’.
A személyes névmások hangsúlytalan (tárgyesetű, részes esetű, visszaható) alakjai mindig közvetlenül az igét megelőzik, illetve bizonyos igealakokhoz (imperativo, infinitivo és gerundio) simulószóként tapadnak. E névmások kombinált használata esetén a sorrend kötött, amitől eltérni nem lehet: [se]–[te/os]–[me/nos]–[lo(s)/la(s)/le(s)], vagyis mindig a se névmás áll legelöl, azt követi a második, majd az első, végül a harmadik személyű névmás. Példák: Te lo hago. ’Megteszem neked (azt).’ ¡Pregúntaselo! ’Kérdezd meg tőle (azt)!’ ¡No te me caigas! ’Nehogy elessél nekem!’.

#### Összetett mondatok
Az összetett mondatok (oraciones compuestas) a magyarhoz hasonlóan lehetnek mellérendelőek és alárendelőek: ennek megfelelően a tagmondatokat mellérendelő, illetve alárendelő kötőszókkal kapcsolják össze (a kötőszavak csoportosítását lásd az alaktanról szóló szócikkben).
Az alárendelő összetett mondatok (oraciones compuestas subordinadas) jellegzetessége, hogy a bizonytalanság, kívánság kifejezésére, valamint a jelen és múlt idejű feltételes mondatok ’ha’ utáni főmondataiban a többi újlatin nyelvben is jellemző kötőmódot használják: például No creo que vengan (nem pedig *vienen) ’Nem hiszem, hogy eljönnek’. Példa feltételes mondatra: Si hubieses/hubieras estudiado bien, no habrías (vagy hubieses/hubieras) recibido mala nota. ’Ha rendesen tanultál volna, nem kaptál volna rossz jegyet.’
Érdemes említést tenni még a mondatbeli időviszonyokról is. A spanyol a magyarral ellentétben abszolútidő-viszonyítású nyelv, ami annyit jelent, hogy az igeidőket az elbeszélés abszolút jelen idejéhez is kell viszonyítani, nem csak a történésen belüli idősíkok számítanak. Ennek megfelelően a spanyolban több igeidő szükséges, például egy adott múltbeli cselekvést megelőző cselekvés kifejezésére. Például a magyarban az ’azt mondta, hogy olvas’ mondatban az ’olvas’ automatikusan az elbeszélés múlt idejében értendő, vagyis az időviszonyítási alap átugrik a múltra a múlt idejű főmondatnak köszönhetően. A spanyolban ezzel szemben nem állhat jelen időben formailag sem az állítmány ilyenkor, mivel az alany nem a jelenben mondta azt, hogy olvas: ilyen esetekben az ún. folyamatos múlt használandó: Dijo que leía. A jelenség gyökere a latin consecutio temporum (’az idők egymásra következése’) felettébb összetett hagyományaiban keresendő.

## Szókincs

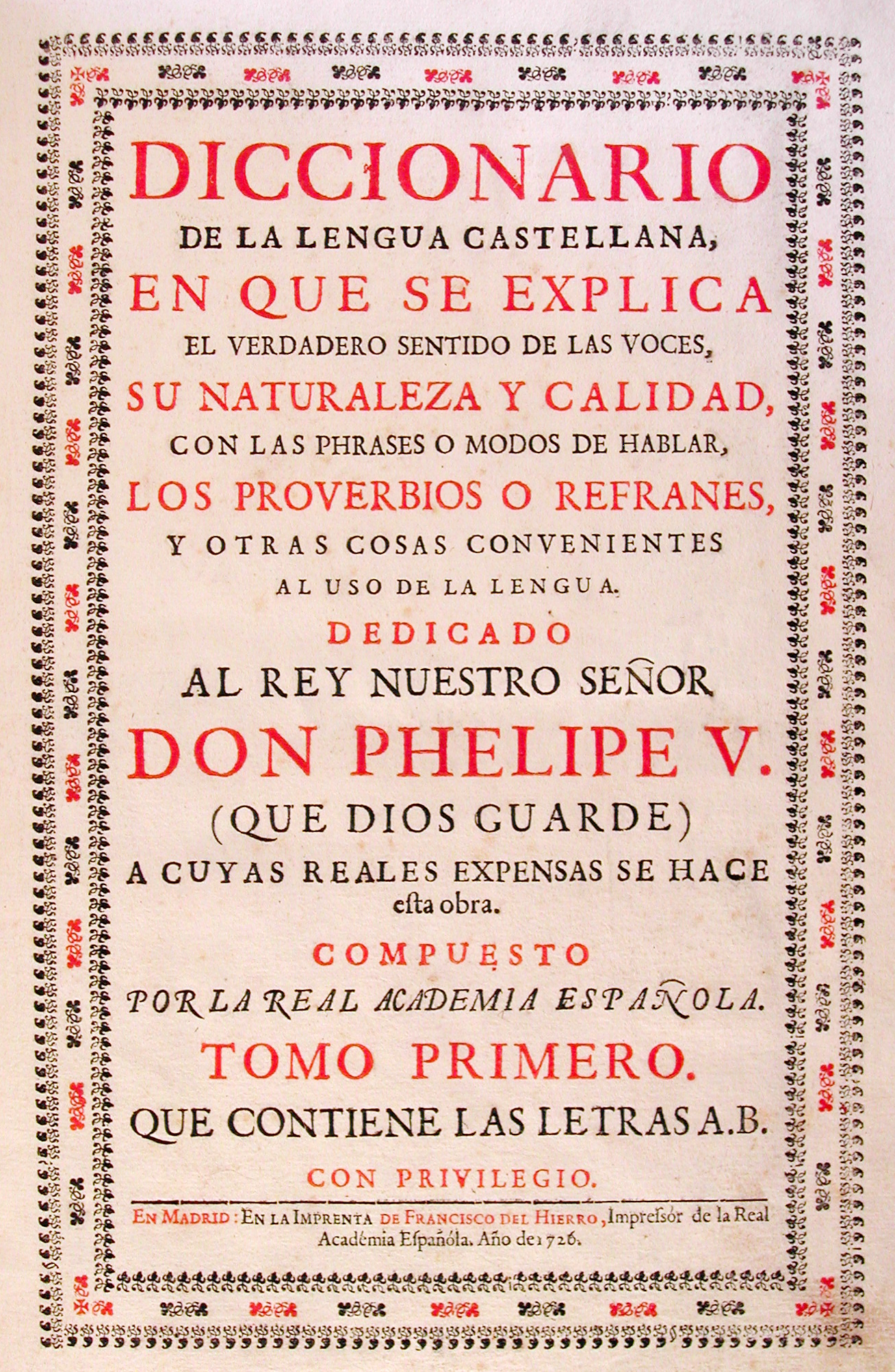
A Diccionario de Autoridades néven ismert hatkötetes mű (1726–1739) az első és legterjedelmesebb spanyol akadémiai értelmező szótár volt

Egy nyelv szókincsének eredet szerinti összetételét nehéz pontosan meghatározni; megközelítő adatokat csupán egy behatárolt referenciaszókincs (ún. corpus) ismeretében lehet szolgáltatni. Ha a nyelvterület bármely részén használt, illetve megértett alapszókincsből – passzív szókincsből – indulunk ki, akkor ennek mintegy 90~95%-át latin, a maradékot főleg germán, görög, illetve – a középkori arab megszállás, majd a Reconquista miatt – sok arab kölcsönszó alkotja, míg az amerikai nyelvváltozatot indián elemek is gazdagították. Más nyelvek hatása a szókincsre nem volt jelentős, bár napjainkban egyre nő az angolból átvett szavak száma.
A latinból örökölt spanyol szókincs a franciáéhoz és az olaszéhoz mérten archaikusnak tekinthető, aminek fő oka az ún. periféria-elmélet szerint, hogy a szélső területek – így Hispania is – hagyományőrzőbbek, mint a dinamikusan fejlődő központ. Ennek köszönhetően a spanyolban máig fennmaradtak olyan latin szavak, amelyeket a többi újlatin nyelv már egy későbbi, népiesebb alakkal helyettesített: comer (< lat. COMEDERE ’enni’), hermoso (< lat. FORMOSUS ’szép’, eredetileg ’formás’), cuyo (< lat. CUIUS ’akié, amié’), nunca (< lat. NUNQUAM ’soha’) stb.
Amennyiben a teljes szókincset – vagyis a Spanyol Királyi Akadémia értelmező kéziszótárában szereplő összes szót – vesszük alapul, úgy az arab jövevényszavak alkotják a legnagyobb idegen réteget, amely mintegy 1400 szót jelent az élet minden területéről, a mindennapi életben azonban az arabizmusok túlnyomó többségét nem használják (például a legalapvetőbb szókincset tartalmazó 207 szavas spanyol Swadesh-listán egyetlen arab eredetű szó sincs), Latin-Amerikában nagy részüket meg sem értik. Ehhez még hozzátartozik, hogy a klasszikus korszakban, a mórok kiűzése után nagyon sok arab jövevényszó kiveszett a használatból, helyükbe (új)latin szavak léptek. A nyelvtani segédszavak között is mindössze kettő arab eredetű: az hasta (< arab hattá + latin AD ISTA) ’-ig’, ’sőt, még’, és az ojalá (< arab lau sa-llá) ’bárcsak’.

## Nyelvi példák

### Számok
| spanyol      | un, uno, una   | dos  | tres    | cuatro   | cinco   | seis   | siete    | ocho   | nueve   | diez    |
| latin (acc.) | ŪNU(M), ŪNA(M) | DUOS | TRĒS    | QUATTUOR | QUĪNQUE | SEX    | SĔPTE(M) | OCTO   | NŎVE(M) | DĔCE(M) |
| PIE          | *hoinos        | *duo | *treies | *kwetuor | *penkʷe | *sweks | *septm   | *okʲto | *neun   | *dekʲmt |

### Társalgás
| ¡Hola!                                            | Szia(sztok)! Helló!                                        |
| ¡Buenos días! / ¡Buenas tardes! / ¡Buenas noches! | Jó reggelt/napot! (délig) / Jó napot! / Jó estét/éjszakát! |
| ¿Cómo estás? / ¿Cómo está? / ¿Cómo están?         | Hogy vagy? / Hogy van? / Hogy vannak?                      |
| Bien, gracias.                                    | Jól, köszönöm/köszönjük.                                   |
| ¿Cómo te llamas? / ¿Cuál es tu nombre?            | Hogy hívnak? / Mi a neved?                                 |
| Mi nombre es Pedro. / Me llamo Pedro.             | A nevem Péter. / Péternek hívnak.                          |
| ¿Hablas español?                                  | Beszélsz spanyolul?                                        |
| Sí. / No.                                         | Igen. / Nem.                                               |
| Comprendo. / Entiendo.                            | Értem.                                                     |
| No te comprendo. / No le entiendo.                | Nem értelek téged. / Nem értem Önt.                        |
| ¿De dónde eres? / ¿De dónde es?                   | Hova valósi vagy? / Hova valósi?                           |
| Soy mexicano. / Soy húngaro, de Hungría.          | Mexikói vagyok. / Magyar vagyok, Magyarországról.          |
| ¿Qué haces? / ¿Qué hace?                          | Mit csinálsz? / Mit csinál?                                |
| Estudio. / Trabajo.                               | Tanulok. / Dolgozom.                                       |
| ¿Qué estás haciendo?                              | Mit csinálsz most?                                         |
| Estoy leyendo una historia.                       | Egy történetet olvasok.                                    |
| Debe de ser interesante.                          | Érdekes lehet.                                             |
| Así es.                                           | Bizony az.                                                 |
| Ahora debo irme. Luego conversaremos.             | Most el kell mennem. Később még beszélünk.                 |
| Está bien. Hasta luego, cuídate.                  | Rendben van. Viszlát, vigyázz magadra.                     |

### Spanyol nyelvi és kulturális intézmények
- (spanyolul) Real Academia Española (RAE) – Spanyol Királyi Akadémia
- (spanyolul) Asociación de Academias de la Lengua Española (ASALE)
- Budapesti Cervantes Intézet

### Szótárak és szabályzatok
- (spanyolul) Diccionario de la lengua española (DRAE) – RAE értelmező szótár
- (spanyolul) Diccionario panhispánico de dudas (DPD) – RAE nyelvhelyességi szótár
- (spanyolul) Ortografía de la lengua española – RAE helyesírási szabályzat (1999)
- (spanyolul) Jergas de habla hispana – spanyol szleng- és nyelvjárási szótár
- Magyar–spanyol, spanyol–magyar online szótár
- Wikitravel – spanyol szószedet

### Információs oldalak
- (spanyolul) Radiotelevisión Española (RTVE)
- (angolul) Ethnologue – nyelvészeti besorolás, néhány érdekes adat
- E-spanyol.hu – ingyenes spanyol nyelvtanulás az interneten
- Spanyol Portál
- Spanyol nyelvtan.lap.hu
- Spanyoltopik az Index fórumán

### Adatbázisok
- (spanyolul) RAE CORDE – online történeti szövegadatbázis (1975-ig)
- (spanyolul) RAE CREA – online aktuális szövegadatbázis (1975–2000)
- (spanyolul) RAE CREA leggyakrabban használt spanyol szavak
- (spanyolul) RAE Nómina de autores y obras – online szerző- és címadatbázis
- (spanyolul) Demografía de la lengua española Archiválva 2009. június 12-i dátummal a Wayback Machine-ben (2006) – demográfiai tanulmány a spanyol nyelvről